# 山田晶

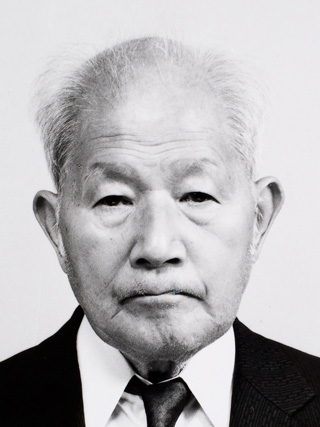
日本学士院より公表された肖像

山田 晶（やまだ あきら、1922年〈大正11年〉3月7日 - 2008年〈平成20年〉2月29日）は、日本の哲学研究者で、西洋中世哲学研究の第一人者であった。京都大学名誉教授。

## 来歴・人物
長野県諏訪市出身。長野県立諏訪中学校（現：長野県諏訪清陵高等学校・附属中学校）、第八高等学校文科乙類を経て、1944年（昭和19年）京都帝国大学文学部哲学科卒業、山内得立に師事。翌年まで徴兵された。
1951年（昭和26年）大阪市立大学文学部講師、1955年（昭和30年）同助教授、1965年（昭和40年）京都大学文学部助教授、1968年（昭和43年）同教授、1976年（昭和51年）同大文学部長。1985年（昭和60年）京大を停年退官、名誉教授。
1985年（昭和60年）から1990年（平成2年）まで南山大学文学部教授、1990年（平成2年）から1997年（平成9年）まで同大非常勤講師。1998年（平成10年）より日本学士院会員となった。
キリスト教・カトリック信者として、アウグスティヌス、トマス・アクィナスなどの哲学者・神学者に関する訳注・研究、編著書を刊行。1987年に『アウグスティヌス講話』で第14回大佛次郎賞受賞。
2008年、悪性リンパ腫で、神奈川県鎌倉市にて逝去した。85歳没。

## 著作
- 『アウグスティヌスの根本問題－中世哲学研究 第一』 創文社、1977年
- 『トマス・アクィナスの〈エッセ〉研究－中世哲学研究 第二』 創文社、1978年
- 『在りて在る者－中世哲学研究 第三』 創文社、1979年
- 『トマス・アクィナスの〈レス〉研究－中世哲学研究 第四』 創文社、1986年
- 『アウグスティヌス講話』 新地書房、1986年　ISBN 4880181188
  - 教文館、1994年　ISBN 4764265257／講談社学術文庫、1995年　ISBN 406159186X
- 『トマス・アクィナスのキリスト論』 ＜長崎純心レクチャーズ＞創文社、1999年
- 『中世哲学講義』 知泉書館（全5巻）、2021-22年 。川添信介・小浜善信・水田英実編
- 『倫理学講義』 知泉書館（全5巻）、2025年- 。小浜善信編

### 訳書・編著
- 『トマス・アクィナス 神學大全』 創文社（全39冊）、1965年 - 2003年
第Ⅰ部・3巻目から第Ⅲ部・28巻目まで、6冊分を訳注担当
  - 講談社「創文社オンデマンド叢書」[2]オンデマンド版および電子書籍に移行（2022年）
- 『アウグスティヌス 告白』（訳注・解説）中央公論社「世界の名著 14」、1968年、新装版・中公バックス、1978年
  - アウグスティヌス 『告白』 中公文庫（改訂版 全3巻、松崎一平解説）、2014年
- 『トマス・アクィナス 神学大全』中央公論社「世界の名著 続5」、1975年、新装版・中公バックス、1980年
  - トマス・アクィナス 『神学大全 Ⅰ・Ⅱ』 中公クラシックス（改訂版 全2巻、川添信介解説）、2014年（第Ⅰ部 第26章までの訳注・解説）
- 『シャトレ哲学史 Ⅱ　中世の哲学』 白水社、1976年、新装版1998年。監訳　ISBN 4560023689
- 『キリスト者の敬虔―印具徹先生喜寿記念献呈論文集』（倉松功共編）ヨルダン社、1989年　ISBN 4842800143
- 編者代表『アナロギアと神　季刊哲学第7号』 哲学書房、1989年

### 詩集ほか
- 『山田晶　詩集』（丘書房、私家版　出版年不明）
- 『朝と夕のうた　詩集』（新地書房、1986年）
- 編著『思い出の母　山田にひ追想集』（新地書房、1989年）

## 文献
- 『長野県人名鑑』信濃毎日新聞社、1974年
- 「現代物故者事典 2006〜2008」 日外アソシエーツ、2009年